# Whitewell
Whitewell – osada w Anglii, w hrabstwie Lancashire, w dystrykcie Ribble Valley. Leży 54 km na północ od miasta Manchester i 313 km na północny zachód od Londynu.